# سسک‌های نوک‌دراز
سسک‌های نوک‌دراز (نام علمی: Macrosphenus) یک سرده از سسک‌های آفریقایی است که در گذشته در خانوادهٔ سسکان راستین قرار می‌گرفت. این یکی از دو سرده در آن خانواده است که با نام عمومی نوک‌دراز یا درازنوک (Longbill) شناخته می‌شوند.
این سرده دارای پنج گونه است.
- سسک نوک‌دراز زرد (Macrosphenus flavicans)
- سسک نوک‌دراز کمپ (Macrosphenus kempi)
- سسک نوک‌دراز خاکستری (Macrosphenus concolor)
- سسک نوک‌دراز پولیتزر (Macrosphenus pulitzeri)
- سسک نوک‌دراز کرچمر (Macrosphenus kretschmeri)